# Potamonautes subukia
Potamonautes subukia is een krabbensoort uit de familie van de Potamonautidae. De wetenschappelijke naam van de soort is voor het eerst geldig gepubliceerd in 2008 door Cumberlidge & Dobson.